# Санта-Крус-ди-Монти-Кастелу
Санта-Крус-ди-Монти-Кастелу (порт. Santa Cruz de Monte Castelo) — муниципалитет в Бразилии, входит в штат Парана. Составная часть мезорегиона Северо-запад штата Парана. Входит в экономико-статистический микрорегион Паранаваи. Население составляет 7373 человека на 2006 год. Занимает площадь 442,012 км². Плотность населения — 16,7 чел./км².
Праздник города — 26 ноября.

## История
Город основан в 1954 году.

## Статистика
- Валовой внутренний продукт на 2003 год составляет 48 931 815,00 реалов (данные: Бразильский институт географии и статистики).
- Валовой внутренний продукт на душу населения на 2003 год составляет 6174,36 реалов (данные: Бразильский институт географии и статистики).
- Индекс развития человеческого потенциала на 2000 год составляет 0,708 (данные: Программа развития ООН).

## География
Климат местности: субтропический.